# Братолюбов, Сергей Карпович
Серге́й Ка́рпович Братолю́бов (26 июня 1899, Скопин — 28 апреля 1975) — советский киновед, историк кино, участник Гражданской войны в России, сотрудник ВЧК, организатор кинопроизводства, редактор.

## Биография
Родился в Скопине Рязанской губернии в семье мещанина.
В 1916 году начал работать конторщиком в фирме «Товарищество чайной торговли „Сергей Васильевич Перлов и Ко“» в Нижнем Новогороде.
В период Гражданской войны служил военкомом Петропавловской кавалерийской отдельной бригады, комиссаром военных госпиталей, военкомом 37 отдельной стрелковой бригады войск ВЧК Донской области, комиссаром военно-учебных заведений Кавказа.
В 1923 году демобилизовался и был направлен Петроградским губернским комитетов ВКП(б) на работу в Северо-Западное областное управление по делам фотографии и кинематографии «Севзапкино». В 1923 году возглавил научно-агитационный отдел «Севзапкино», входил в состав комиссии по разработке сценариев культурфильмов. С апреля 1924 года — заместитель председателя научно-художественного совета и председатель научно-агитационной секции «Севзапкино». Является одним из основателей «Севзапкино» (в дальнейшем — киностудия «Ленфильм»). В 1924—1925 годах — член редколлегии журнала «Кино-неделя». В 1924 году был избран председателем исполнительного бюро Совета рабочих кино Ленинграда и Ленинградской области.
С сентября 1924 года  — уполномоченный «Севзапкино» при организации Бухаро-русского кинотоварищества «Бухкино». За два года существования «Бухкино» создало несколько хроникальных картин и первую узбекскую полнометражную художественную картину «Минарет смерти». В 1925 году — уполномоченный «Севзапкино» по Средней Азии, был одним из организаторов Узбекско-русского акционерного общества по делам фотографии и кинематографии «Узбеккино». В 1930 году — заместитель директора по производству и творческим вопросам «Азеркино». Затем работал в области культурфильма в Москве. В 1943—1945 годах редактировал издания творческо-производственного объединения художников Казахстана «КазИЗО». 
Умер 28 апреля 1975 года. Урна с прахом захоронена в колумбарии Новодевичьего кладбища.
Автор книги «На заре советской кинематографии. Из истории киноорганизаций Петрограда—Ленинграда 1918—1925 годов». По оценке киноведа Нины Горницкой, книга Братолюбова — «одна и первых, к тому же чрезвычайно своеобразных, попыток взглянуть на историю киноискусства, исключив из поля зрения искусствоведческий аспект и сконцентрировав внимание на малоизученной истории киноорганизаций».

## Награды
- орден Красной Звезды (1967)[1]
- медаль «50 лет Вооруженных Сил СССР»[22]